# Balanococcus caucasicus
Balanococcus caucasicus är en insektsart som beskrevs av Danzig 1985. Balanococcus caucasicus ingår i släktet Balanococcus och familjen ullsköldlöss. Inga underarter finns listade i Catalogue of Life.